# گورز
گورز (به فرانسوی: Gorze) کمون/شهرستان/بلدی است در فرانسه واقع در آر-سور-موزل (به فرانسوی: Ars-sur-Moselle)/Canton of Ars-sur-Moselle.

## خصوصیات
گورز ۱۷٫۹۴ کیلومترمربع مساحت و ۱٬۲۷۸ نفر جمعیت دارد.